# Luxeuil-les-Bains
Luxeuil-les-Bains é uma comuna francesa na região administrativa de Borgonha-Franco-Condado, no departamento de Alto Sona. Estende-se por uma área de 21,81 km². Em 2010 a comuna tinha 6 968 habitantes (densidade: 319,5 hab./km²).
Era chamada de Luxóvio (em latim: Luxovium) durante o período romano.